# Cupryk
Cupryk – uroczysko w Puszczy Białowieskiej w Polsce, położone w województwie podlaskim, w powiecie hajnowskim, w gminie Narewka. Rozpościera się wzdłuż górnej Narewki i obejmuje oddziały 190 i 222 na terenie Białowieskiego Parku Narodowego; rozciąga się także częsciowo na oddział 221.
Cupryk stanowi specyficzny uskok odbiegający od południowej granicy gminy Narewka. 
Nazwa uroczyska Cupryk pochodzi z bałtyckiego określenia fałd i pagórków, które znajdują się w pobliskim uroczysku Stara Białowieża; porównaj litewskie „kupra” bądź łotewskie „kuprs”, co oznacza wzgórze lub pagórek.
Z relacji z 1796 roku wynika, że w uroczysku Cupryk w Straży Augustowskiej znajdowały się dwie chaty bobrów i trzy wydr. Do połowy XIX wieku występowało tu największe w Puszczy stanowisko brzozy niskiej, tworzące wraz rozległe zarośla o wyglądzie i walorach mikroklimatycznych krzewiastej tundry. Po kilkudziesięciu latach wygląd uroczyska się zmienił i przypomina bardziej tajgę  brzozowo-olchowo-sosnowo-świerkową.
W 1999 roku u nasady uskoku wybudowana została wiata obserwacyjna z platforma widokowa na dolinę Narewkki oraz obszar ochrony ścisłej. Przez Cupryk przebiega szlak turystyczny „Carska Tropina”, który udostępniono turystom w 2001 roku.